# Evgueni Otchalov
Le général Evgueni Otchalov (en russe : Евгений Очалов) est le commandant actuel de la mission (abréviation anglaise : CISPKF) de la Force de maintien de la Paix de la CEI,.  

## Son statut actuel
Le général Otchalov, de nationalité russe, est le nouveau commandant en chef de la mission CISPKF de la force de maintien de la paix de la CEI sur la frontière géorgio-abkhaze. Il a succédé au général Sergueï Tchaban,.